# Jakob von Hilgers

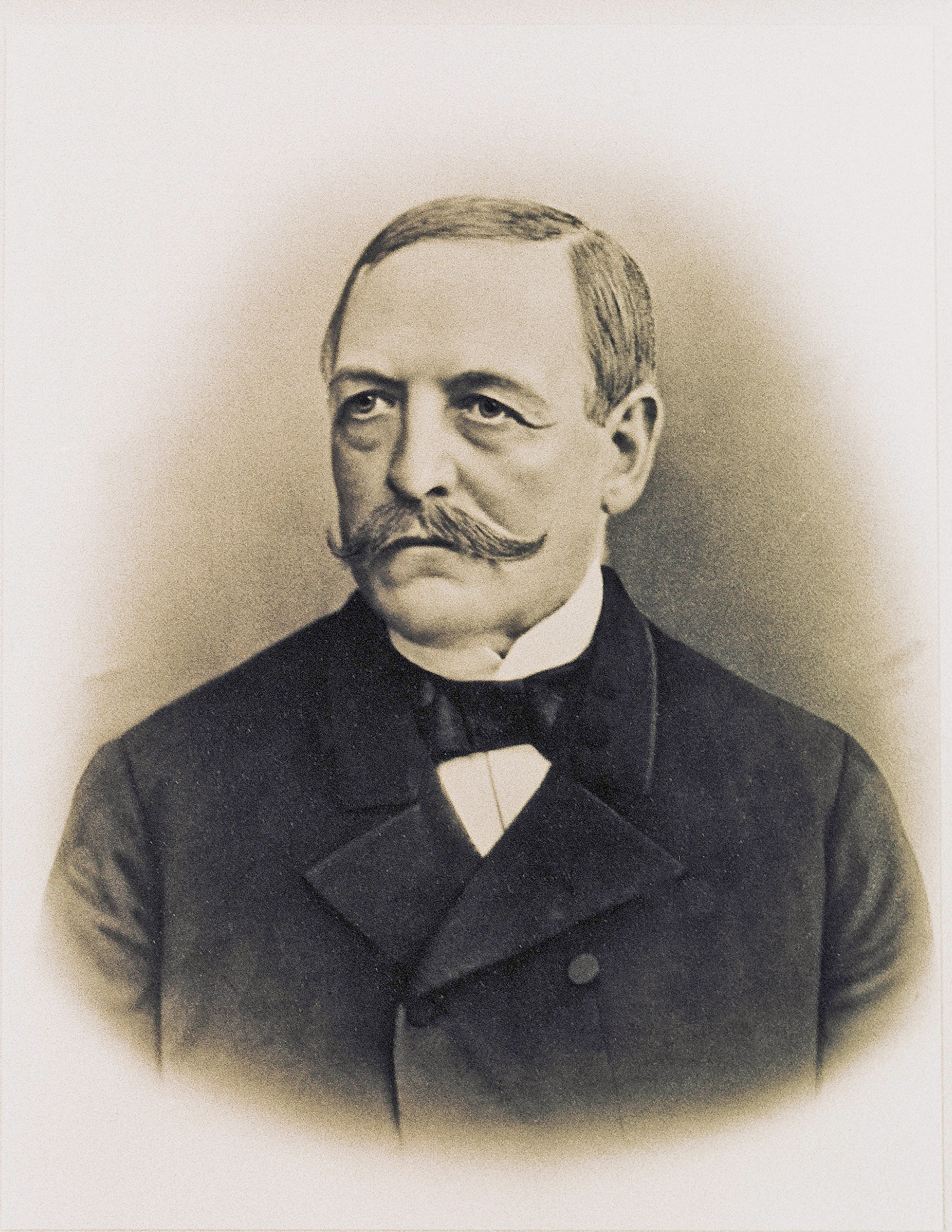
Jakob von Hilgers

Jacob Franz Johann Nepomuk Adolf Freiherr von Hilgers (* 27. Januar 1810 in Heister, Kreis Neuwied; † 9. Februar 1877 in Bamberg) war ein deutscher Verwaltungsjurist. Er saß im Reichstag (Norddeutscher Bund).

## Herkunft
Seine Eltern waren der Landrat Philipp von Hilgers (* 9. Mai 1785; † 10. Februar 1852) und dessen Ehefrau Sophie Philippine von Dhaem (* 30. September 1788; † 19. April 1849). Sein Bruder Philipp Kasper Ludwig Johann Nepomuk (* 6. Januar 1816; † 22. Mai 1891) wurde Landrat des Kreises Jülich.

## Leben
Hilgers begann an der Rheinischen Friedrich-Wilhelms-Universität Rechtswissenschaft zu studieren. 1830 wurde er im Corps Rhenania Bonn aktiv. Als Inaktiver wechselte er an die Ludwig-Maximilians-Universität München und die Friedrich-Wilhelms-Universität zu Berlin.
Nach dem Referendariat in Bonn wechselte er von der Rechtspflege in die innere Verwaltung des Königreichs Preußen. 1845 wurde er Landrat des Kreises Altenkirchen. Von 1841 bis 1845 war er Abgeordneter im Rheinischen Provinziallandtag. Er war Mitglied der Preußischen II. Kammer von 1849 bis 1855 für Neuwied-Altenkirchen-Wetzlar und Cochem-Zell. 1852 wurde er wegen oppositioneller Tätigkeit zur Disposition gestellt und aus Berlin polizeilich ausgewiesen. Von 1858 bis 1861 war er wieder Abgeordneter für Altenkirchen-Neuwied und von 1862 bis 1870 für Düren-Jülich. 1859 bis 1860 war er Landrat im Kreis Ahaus.
Ab 1867 war er Mitglied des Reichstags des Norddeutschen Bundes und des Zollparlaments für den Wahlkreis Aachen 4 (Düren, Jülich). Im konstituierenden Reichstag von 1867 gehörte er der Fraktion der Freien Vereinigung an und stimmte gegen die Bundesverfassung, ebenso später im Abgeordnetenhaus. Im Ersten Ordentlichen norddeutschen Reichstag von 1867 bis 1870 vertrat er die Deutsche Fortschrittspartei. Am 23. November 1870 legte er sein Reichstagsmandat nieder.
Hilgers heiratete im Jahr 1852 Friederike Rother. Die Ehe blieb kinderlos.